# Oria insularis
Oria insularis là một loài bướm đêm trong họ Noctuidae.